# Ralph Dawson
Ralph Dawson (* 18. April 1897 in Westborough, Massachusetts; † 15. November 1962 in Hollywood, Kalifornien) war ein US-amerikanischer Filmeditor.

## Leben
Seine Karriere im Bereich Filmschnitt begann Ralph Dawson Mitte der 1920er Jahre. 
Neben seiner Tätigkeit als Editor war er auch als Regisseur und Drehbuchautor aktiv. 1929 inszenierte er mit The Girl in the Glass Cage seinen ersten Film; 1933 entstand The Bermondsey Kid gefolgt von seinem dritten Film The Life of the Party im Jahr darauf. 
1937 war er erstmals als Drehbuchautor tätig und schrieb das Drehbuch zum Film The Schooner Gang. Bis 1950 verfasste Dawson zwei weitere Drehbücher. 
Für die Montage der 1935 gedrehten Literaturverfilmung A Midsummer Night's Dream (Ein Sommernachtstraum) wurde Dawson zum ersten Mal für den Oscar nominiert und konnte ihn auch gleich gewinnen. Seine zweite Trophäe in der Kategorie Bester Schnitt gewann er 1937 für sein Mitwirken an Ein rastloses Leben. Den dritten und letzten Oscar gewann er für den Abenteuerfilm Robin Hood – König der Vagabunden im Jahre 1939. Im Jahr 1955 erhielt er noch eine weitere Oscar-Nominierung, für den Film Es wird immer wieder Tag. 
Sein letzter Film, an dem er mitwirkte, war The Boss von 1956, danach zog sich Ralph Dawson aus dem Filmgeschäft zurück.

## Filmografie (Auswahl)
- 1925: Lady of the Night
- 1927: If I Were Single
- 1928: Der singende Narr (The Singing Fool)
- 1928: Die Bankräuber von New York (Tenderloin)
- 1932: Ein Dieb mit Klasse (Jewel Robbery)
- 1932: Reise ohne Wiederkehr (One Way Passage)
- 1932: Ein ausgefuchster Gauner (High Pressure)
- 1934: Sweet Adeline
- 1935: Louis Pasteur (The Story of Louis Pasteur)
- 1935: Ein Sommernachtstraum (A Midsummer Night's Dream)
- 1936: Ein rastloses Leben (Anthony Adverse)
- 1937: Der Prinz und der Bettelknabe (The Prince and the Pauper)
- 1937: First Lady
- 1938: Robin Hood – König der Vagabunden (The Adventures of Robin Hood)
- 1938: Vater dirigiert (Four Daughters)
- 1940: Knute Rockne, All American
- 1941: Vertauschtes Glück (The Great Lie)
- 1941: Herzen in Flammen (Manpower)
- 1942: Kings Row
- 1942: Unser trautes Heim (George Washington Slept Here)
- 1942: Die fröhliche Gauner GmbH (Larceny, Inc.)
- 1944: Die Abenteuer Mark Twains (The Adventures of Mark Twain)
- 1944: Das Leben der Mrs. Skeffington (Mr. Skeffington)
- 1944: Experiment in Terror (Experiment Perilous)
- 1945: Das Spiel mit dem Schicksal (Saratoga Trunk)
- 1945: Die Seeteufel von Cartagena (The Spanish Main)
- 1947: Reite auf dem rosa Pferd (Ride the Pink Horse)
- 1947: Ivy
- 1948: Alle meine Söhne (All My Sons)
- 1948: Der Mann ohne Gesicht (Rogues’ Regiment)
- 1949: Once More, My Darling
- 1949: Tödlicher Sog (Undertow)
- 1949: Liebe auch ohne Patent (Free for All)
- 1950: Mein Freund Harvey (Harvey)
- 1950: Abgeschoben (Deported)
- 1950: Verliebt, verlobt, verheiratet (Peggy)
- 1952: Arena der Cowboys (The Lusty Men)
- 1952: Kampf um den Piratenschatz (Blackbeard the Pirate)
- 1953: Das letzte Signal (Island in the Sky)
- 1953: Man nennt mich Hondo (Hondo)
- 1954: Es wird immer wieder Tag (The High and the Mighty)